# Dzjentelmeny udatji
Dzjentelmeny udatji (ryska: Джентльмены удачи) är en sovjetisk komedi från 1971 i regi av Aleksandr Seryj.

## Handling
Ett gäng tjuvar med ledaren "Docent" i spetsen kommer över Alexander den stores hjälm i en arkeologisk utgrävning i Centralasien. Dessa identifieras dock och de grips kort därefter, men hjälmen förblir försvunnen. Polisen misstänker att den är gömd. Av en slump påträffas dagischefen Trosjkin som är slående lik Docent. Man lyckas till slut övertyga Trosjkin att spela skurken Docent i syfte att få information av de andra skurkarna i fängelset om var hjälmen finns. Trosjkin får låtsas att han drabbats av partiell minnesförlust. Där visar det sig att de andra inget vet om hjälmen men Trosjkin får veta var tjuvgänget höll hus innan de greps vilket ger möjlighet att hitta hjälmen. Trosjkin får med polisens vetskap arrangera en flykt från fängelset med målet att nå den dyrbara hjälmen. Det blir ett rafflande äventyr med flera bakslag. Det är en historia om hur en anständig man får lära sig slang och tampas med brottslingar.

## Rollista
- Jevgenij Leonov - Docent och Trosjkin
- Georgij Vitsin - tjuv
- Savelij Kramarov - tjuv
- Radner Muratov - tjuv
- Oleg Vidov - polis
- Erast Garin - arkeolog